# Aguas de la Trinidad
Las Aguas de la Trinidad fueron un antiguo sistema de abastecimiento de agua de la ciudad de Málaga que estuvo en funcionamiento desde mediados del siglo XVI hasta principios del siglo XX. Durante dos siglos y medio, las Aguas de la Trinidad fueron el principal sistema de abastecimiento de agua potable de la ciudad, hasta la construcción del acueducto de San Telmo a finales del siglo XVIII.

## Descripción

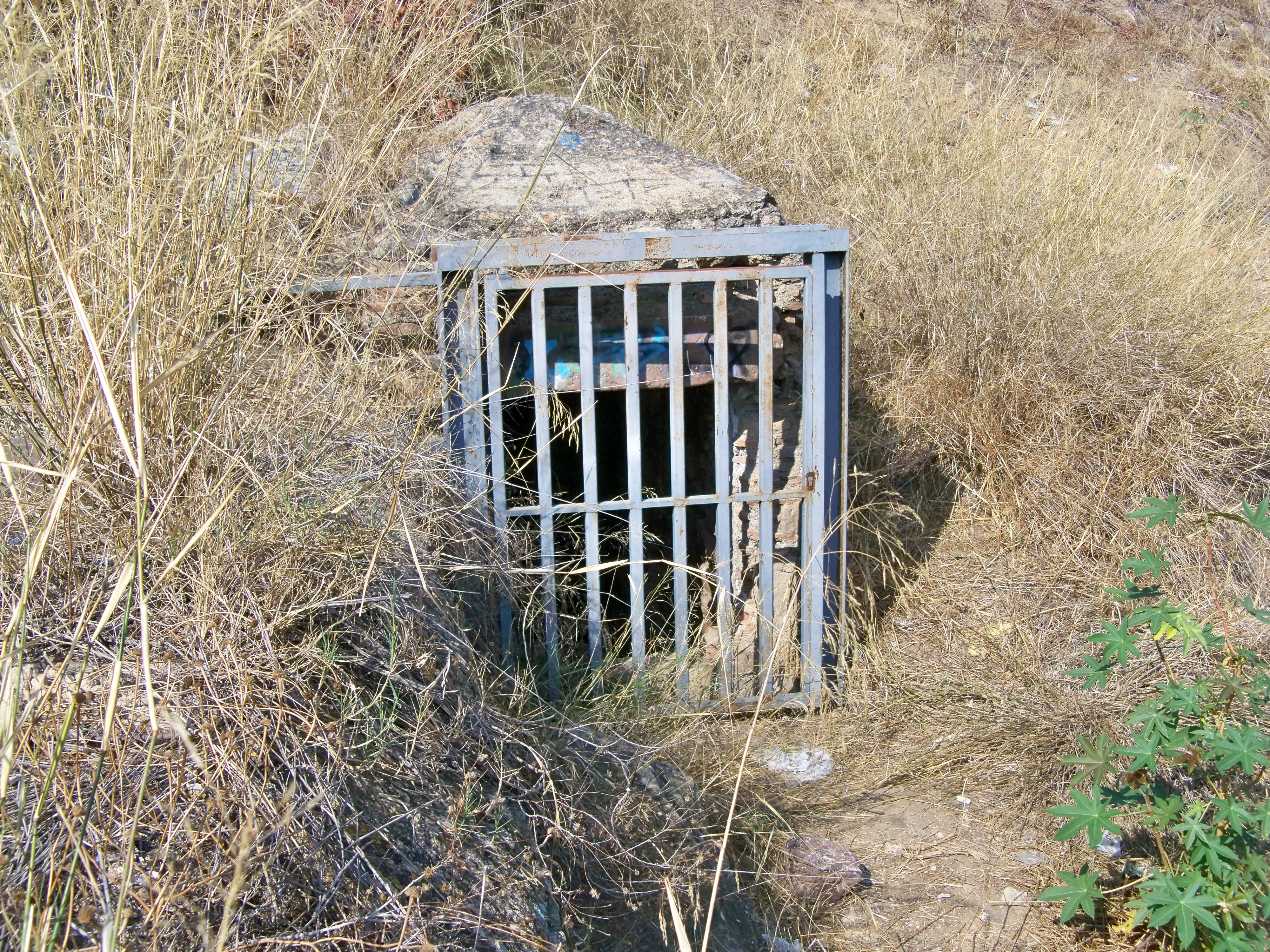
Entrada a las minas del Almendral del Rey, en la margen derecha del arroyo de Teatinos.

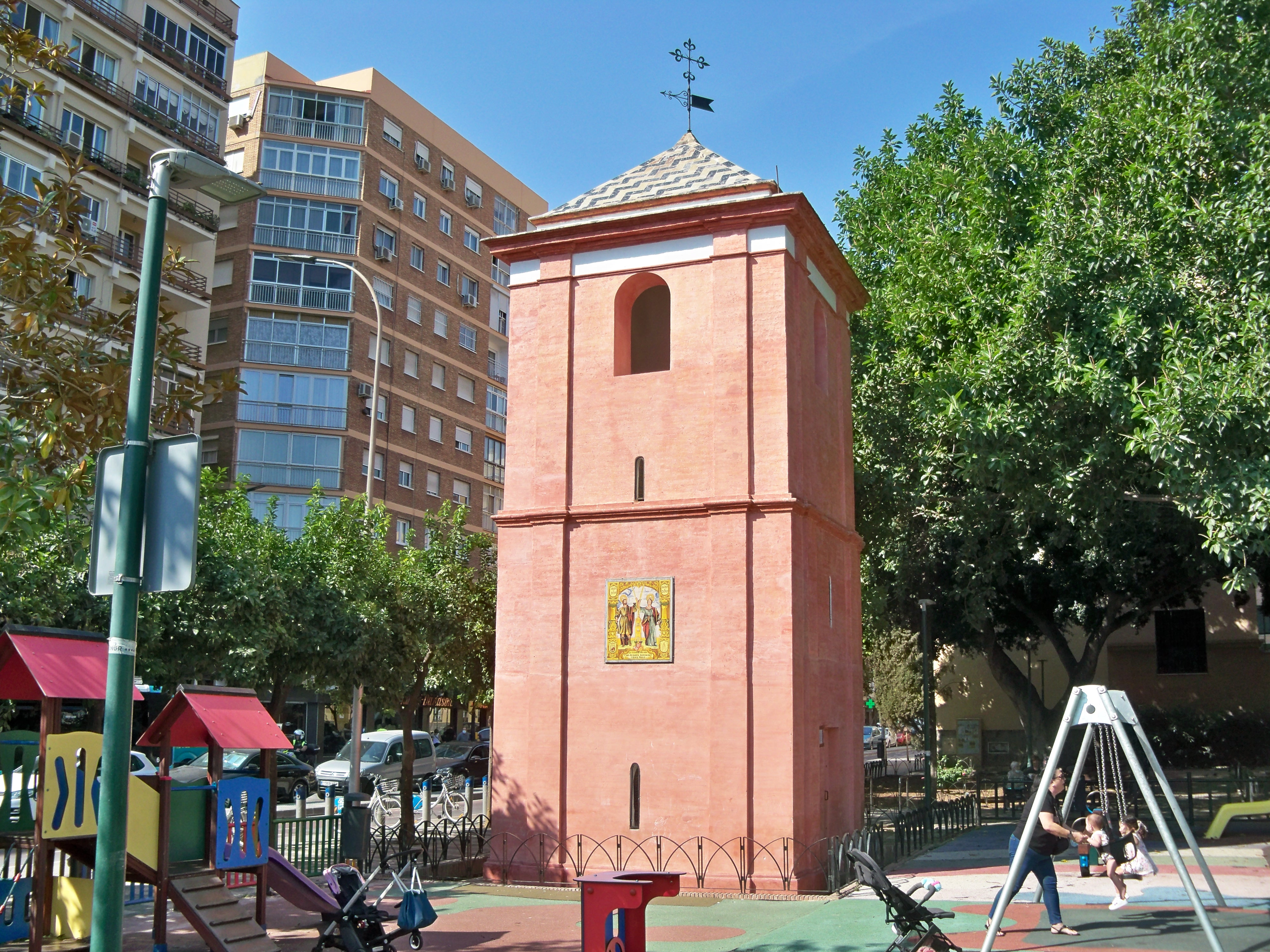
Alcubilla de Martiricos junto al río Guadalmedina.

Las aguas procedían inicialmente de las minas del Almendral del Rey, en la margen derecha del arroyo de Teatinos. Posteriormente se añadieron nuevos manantiales procedentes de las minas del arroyo de la Culebra, en Puerto de la Torre, y las originadas en un manantial situado en Torre Atalaya.
El sistema incluía varios tramos de acueducto, puentes, canalizaciones subterráneas y numerosas alcubillas. Los restos conservados incluyen la alcubilla de Aguas de la Trinidad, las minas del Almendral del Rey, las minas del arroyo de la Culebra y varios tramos de acueductos y tuberías en diferentes estados de conservación.
El acueducto del Almendral del Rey conducía el agua desde las minas homónimas a lo largo de la margen derecha del arroyo de Teatinos hasta su confluencia con el acueducto de la Culebra, a la altura de una alcubilla ubicada en Granja Suárez, hoy desaparecida. El acueducto de la Culebra discurría desde las minas situadas en la margen derecha del arroyo homónimo hasta situarse en paralelo al acueducto del Almendral del Rey, con el que confluía a la altura de la alcubilla de Granja Suárez. 
El acueducto de Torre Atalaya, también conocido como acueducto de Dos Ojos, se construyó para conducir las aguas desde el manantial de Torre Atalaya hasta su confluencia con el acueducto del Almendral del Rey, para lo que fue necesario construir un puente sobre el arroyo de Teatinos, puente que aún se conserva.
Por último, el acueducto de la Trinidad se iniciaba en el punto de confluencia de los acueductos del Almendral del Rey y de la Culebra, discurría a lo largo de la margen derecha del arroyo del Cuarto y continuaba por Camino de Suárez hasta finalizar en un arca contigua al convento de la Trinidad, convento que dio nombre a estas aguas. Este arca funcionaba como punto principal de distribución urbana.
Desde ese punto, y tras cruzar el río Guadalmedina mediante sifón a la altura de la alcubilla de Martiricos, la conducción atravesaba las calles Parras y Guerrero hacia el centro de la ciudad, para finalizar en un arca situada en la plaza de Montaño, desde donde el agua era distribuida a residencias particulares y fuentes públicas.

Recorrido e hitos principales del sistema de abastecimiento de agua conocido como Aguas de la Trinidad.

## Historia
El origen del proyecto de traída de aguas a Málaga desde los manantiales del Almendral del Rey y del arroyo de la Culebra tiene su origen en el año 1532, cuando se aprobó un primer presupuesto para la realización de las obras.
El 14 de marzo de 1556, se concede a la ciudad la potestad para la distribución de estas aguas a través de Real Cédula. A partir de ese momento, empiezan a ser conocidas como Aguas de la Trinidad.
La traía de aguas desde los manantiales de Torremolinos en el año 1876, obras dirigida por el ingeniero municipal José María de Sancha, relegaron a un segundo plano el papel del acueducto de la Trinidad como fuente principal de abastecimiento de la ciudad.
Los manantiales quedaron prácticamente extinguidos a causa de la falta de mantenimiento y conservación de la infraestructura, abandonándose definitivamente a principios del siglo XX.